# 가족의 품격 풀하우스
가족의 품격 풀하우스는 수요일 밤 11시 10분에 KBS 2TV로 방송되었던 프로그램이다.

## 기획 의도
현명한 가족간 갈등의 해법을 제시하는 프로그램이다.

## 방송 시간
| 방송 채널 | 방송 기간                         | 방송 시간               | 비고        |
| --------- | --------------------------------- | ----------------------- | ----------- |
| KBS 2TV   | 2012년 10월 1일                   | 월요일 저녁 7:30 ~ 8:50 | 파일럿 편성 |
| KBS 2TV   | 2013년 2월 1일 ~ 2014년 7월 4일   | 금요일 밤 8:55 ~ 10:00  | 정규 편성   |
| KBS 2TV   | 2014년 7월 9일 ~ 2014년 12월 24일 | 수요일 밤 11:10 ~ 12:30 | 정규 편성   |

## 등장 인물

### 역대 진행자
| 기수 | 진행자         | 진행 기간                          |
| ---- | -------------- | ---------------------------------- |
| 1기  | 이경규, 이정민 | 2013년 2월 1일 ~ 2013년 7월 26일   |
| 1기  | 이경규, 이정민 | 2014년 2월 14일 ~ 2014년 12월 24일 |
| 2기  | 이경규, 정지원 | 2013년 8월 2일 ~ 2014년 2월 7일    |

### 불편한 가족
- 박성호 : 시아버지
- (故)박지선 : 시어머니
- 김원효 : 큰 아들, 심진화 : 며느리 (부부)
- 김지민 : 딸
- 박휘순 : 작은아들

### 고정 출연자
- 이윤석
- 조우종
- 박경림
- 엄길청
- 오한진
- 최종원 (중도합류)
- 박정수 (중도합류)
- 김가연 (중도합류)
- 최영완 (중도합류)
- 도경완 (중도합류) ETC

## 연도별 시청률

### 2012년 시청률
| 회차   | 방송일          | 시청률     | 시청률    |
| 회차   | 방송일          | TNmS(전국) | AGB(전국) |
| ------ | --------------- | ---------- | --------- |
| 파일럿 | 2012년 10월 1일 | 10.4%      | 9.3%      |

- TNmS와 AGB닐슨 미디어 리서치에서 공개한 표를 바탕으로 작성한 시청률이다. 빨간색 글씨는 최고 시청률, 파란색 글씨는 최저 시청률을 나타낸다.

### 2013년 시청률
| 회차   | 방송일           | 시청률     | 시청률    |
| 회차   | 방송일           | TNmS(전국) | AGB(전국) |
| ------ | ---------------- | ---------- | --------- |
| 제1회  | 2013년 2월 1일   | 8.8%       | 8.0%      |
| 제2회  | 2013년 2월 8일   | 7.4%       | 8.1%      |
| 제3회  | 2013년 2월 15일  | 7.2%       | 8.3%      |
| 제4회  | 2013년 2월 22일  | 7.8%       | 9.4%      |
| 제5회  | 2013년 3월 1일   | 6.8%       | 8.6%      |
| 제6회  | 2013년 3월 8일   | 7.5%       | 7.2%      |
| 제7회  | 2013년 3월 15일  | 7.0%       | 8.8%      |
| 제8회  | 2013년 3월 22일  | 7.3%       | 8.8%      |
| 제9회  | 2013년 3월 29일  | 6.6%       | 9.5%      |
| 제10회 | 2013년 4월 5일   | 6.2%       | 8.3%      |
| 제11회 | 2013년 4월 12일  | 7.1%       | 8.1%      |
| 제12회 | 2013년 4월 19일  | 5.9%       | 7.3%      |
| 제13회 | 2013년 4월 26일  | 6.7%       | 9.3%      |
| 제14회 | 2013년 5월 3일   | 7.4%       | 9.9%      |
| 제15회 | 2013년 5월 10일  | 6.3%       | 9.3%      |
| 제16회 | 2013년 5월 17일  | 6.5%       | 9.0%      |
| 제17회 | 2013년 5월 24일  | 5.8%       | 7.6%      |
| 제18회 | 2013년 5월 31일  | 5.2%       | 8.2%      |
| 제19회 | 2013년 6월 7일   | 5.9%       | 7.5%      |
| 제20회 | 2013년 6월 14일  | 6.4%       | 8.0%      |
| 제21회 | 2013년 6월 21일  | 6.2%       | 8.2%      |
| 제22회 | 2013년 6월 28일  | 5.8%       | 7.9%      |
| 제23회 | 2013년 7월 5일   | 5.6%       | 7.4%      |
| 제24회 | 2013년 7월 12일  | 6.0%       | 7.6%      |
| 제25회 | 2013년 7월 19일  | 5.0%       | 7.3%      |
| 제26회 | 2013년 7월 26일  | 5.3%       | 6.3%      |
| 제27회 | 2013년 8월 2일   | 5.4%       | 7.1%      |
| 제28회 | 2013년 8월 9일   | 5.0%       | 7.2%      |
| 제29회 | 2013년 8월 16일  | 5.4%       | 7.3%      |
| 제30회 | 2013년 8월 23일  | 4.4%       | 7.2%      |
| 제31회 | 2013년 8월 30일  | 4.6%       | 5.9%      |
| 제32회 | 2013년 9월 6일   | 5.6%       | 7.7%      |
| 제33회 | 2013년 9월 13일  | 5.5%       | 7.0%      |
| 제34회 | 2013년 9월 27일  | 4.5%       | 6.5%      |
| 제35회 | 2013년 10월 4일  | 5.4%       | 7.9%      |
| 제36회 | 2013년 10월 11일 | 4.7%       | 6.0%      |
| 제37회 | 2013년 10월 18일 | 6.2%       | 9.0%      |
| 제38회 | 2013년 10월 25일 | 5.8%       | 8.6%      |
| 제39회 | 2013년 11월 8일  | 5.8%       | 7.6%      |
| 제40회 | 2013년 11월 22일 | 6.3%       | 8.1%      |
| 제41회 | 2013년 11월 29일 | 5.4%       | 8.0%      |
| 제42회 | 2013년 12월 6일  | 5.2%       | 7.0%      |
| 제43회 | 2013년 12월 13일 | 5.2%       | 7.2%      |
| 제44회 | 2013년 12월 20일 | 5.0%       | 7.6%      |

- TNmS와 AGB닐슨 미디어 리서치에서 공개한 표를 바탕으로 작성한 시청률이다. 빨간색 글씨는 최고 시청률, 파란색 글씨는 최저 시청률을 나타낸다.

### 2014년 시청률
| 회차   | 방송일           | 시청률     | 시청률    |
| 회차   | 방송일           | TNmS(전국) | AGB(전국) |
| ------ | ---------------- | ---------- | --------- |
| 제45회 | 2014년 1월 3일   | 7.2%       | 9.4%      |
| 제46회 | 2014년 1월 10일  | 6.6%       | 8.3%      |
| 제47회 | 2014년 1월 17일  | 7.1%       | 8.8%      |
| 제48회 | 2014년 1월 24일  | 6.6%       | 8.1%      |
| 제49회 | 2014년 2월 7일   | 6.2%       | 7.6%      |
| 제50회 | 2014년 2월 14일  | 8.5%       | 10.2%     |
| 제51회 | 2014년 2월 28일  | 5.3%       | 7.2%      |
| 제52회 | 2014년 3월 7일   | 6.3%       | 7.9%      |
| 제53회 | 2014년 3월 14일  | 6.3%       | 7.4%      |
| 제54회 | 2014년 3월 21일  | 5.3%       | 7.1%      |
| 제55회 | 2014년 3월 28일  | 5.6%       | 7.0%      |
| 제56회 | 2014년 4월 4일   | 4.7%       | 5.8%      |
| 제57회 | 2014년 4월 11일  | 4.6%       | 6.2%      |
| 제58회 | 2014년 5월 2일   | 3.8%       | 5.6%      |
| 제59회 | 2014년 5월 9일   | 5.5%       | 7.4%      |
| 제60회 | 2014년 5월 16일  | 5.2%       | 6.9%      |
| 제61회 | 2014년 5월 23일  | 5.5%       | 6.9%      |
| 제62회 | 2014년 5월 30일  | 7.1%       | 9.3%      |
| 제63회 | 2014년 6월 6일   | 6.4%       | 7.0%      |
| 제64회 | 2014년 6월 13일  | 5.9%       | 6.7%      |
| 제65회 | 2014년 6월 20일  | 6.3%       | 6.7%      |
| 제66회 | 2014년 6월 27일  | 5.7%       | 6.1%      |
| 제67회 | 2014년 7월 4일   | 6.1%       | 6.8%      |
| 제68회 | 2014년 7월 9일   | 6.1%       | 6.3%      |
| 제69회 | 2014년 7월 16일  | 4.1%       | 4.6%      |
| 제70회 | 2014년 7월 23일  | 4.1%       | 4.5%      |
| 제71회 | 2014년 7월 30일  | 4.1%       | 5.1%      |
| 제72회 | 2014년 8월 6일   | 4.2%       | 5.0%      |
| 제73회 | 2014년 8월 13일  | 3.7%       | 4.2%      |
| 제74회 | 2014년 8월 20일  | 4.5%       | 5.4%      |
| 제75회 | 2014년 8월 27일  | 4.8%       | 5.2%      |
| 제76회 | 2014년 9월 3일   | 5.2%       | 5.5%      |
| 제77회 | 2014년 9월 10일  | 3.8%       | 4.2%      |
| 제78회 | 2014년 9월 17일  | 4.2%       | 4.8%      |
| 제79회 | 2014년 9월 24일  | 3.5%       | 4.2%      |
| 제80회 | 2014년 10월 1일  | 2.8%       | 3.6%      |
| 제81회 | 2014년 10월 8일  | 4.5%       | 4.9%      |
| 제82회 | 2014년 10월 15일 | 3.3%       | 3.7%      |
| 제83회 | 2014년 10월 22일 | 2.6%       | 3.2%      |
| 제84회 | 2014년 10월 29일 | 2.6%       | 4.0%      |
| 제85회 | 2014년 11월 5일  | 4.3%       | 4.4%      |
| 제86회 | 2014년 11월 19일 | 3.0%       | 3.9%      |
| 제87회 | 2014년 11월 26일 | 2.7%       | 4.1%      |
| 제88회 | 2014년 12월 3일  | 3.0%       | 4.0%      |
| 제89회 | 2014년 12월 10일 | 2.6%       | 2.9%      |
| 제90회 | 2014년 12월 17일 | 3.4%       | 3.6%      |
| 제91회 | 2014년 12월 24일 | 3.5%       | 4.8%      |

- TNmS와 AGB닐슨 미디어 리서치에서 공개한 표를 바탕으로 작성한 시청률이다. 빨간색 글씨는 최고 시청률, 파란색 글씨는 최저 시청률을 나타낸다.

## 참고 사항
- 당초 금요일 밤 8시 55분에 방영되어 오다가 2014년 7월 9일부터 수요일 밤 11시 10분으로 옮겼는데 해당 프로그램에 2014년 5월 22일부터 고정 게스트로 중도합류한[3] 박정수는 해당 프로그램이 수요일에 방송될 당시 경쟁했던 프로그램 중의 하나인 MBC 황금어장 라디오스타 메인 MC 김국진과 함께 MBC 미니시리즈 반달곰 내 사랑에서 호흡을 맞췄다.